# تائیک
تائیک (به ارمنی: Տյաք) یک منطقهٔ مسکونی در جمهوری آرتساخ است که در استان هادروت واقع شده‌است.